# ジフェニルシアノアルシン
ジフェニルシアノアルシン（diphenylcyanoarsine）とは、ヒ素原子に、フェニル基が2つと、シアノ基が1つ結合した化合物である。

## 用途
ジフェニルシアノアルシンは、嘔吐剤・くしゃみ剤に分類される化学兵器の1つである。これを大日本帝国軍は「あか剤」と呼称し、保有していた。

### 曝露
ジフェニルシアノアルシンは、ニンニクと苦みのあるアーモンドの混ざったような臭いがすると言われる。
- 最小刺激濃度：0.1 mg/m3
- ICt50：30 mg・min/m3 (30秒曝露）
- ICt50：20 mg・min/m3（5分曝露）
- LCt50：10 000 mg・min/m3（推定値）

症状
眼や粘膜の刺激、鼻汁、くしゃみ、咳、頭痛、胸部圧迫感、吐き気、不快感

### 廃棄
大日本帝国軍が保有していた他の化学兵器と同様に、敗戦時に処分した「あか剤」も後の時代に発見された事例が有る。ヒ素化合物であるジフェニルシアノアルシンを廃棄するに際しては、ヒ素の適切な処理を必要とする。